# Thymops birsteini
Thymops birsteini ist eine Art der Zehnfußkrebse aus der Familie der Hummerartigen. Die 1972 beschriebene Hummerart ist in der Tiefsee des Südatlantiks bei Argentinien und Chile verbreitet.

## Beschreibung
Das Rostrum von Thymops birsteini ist schmal und reicht weit über die Antennenbasen (antennal peduncles) hinaus. Es besitzt seitliche, aber keine bauch- bzw. rückenseitige Dorne. Die Oberfläche des Rostrums hat mittig eine Vertiefung, die sich in Längsrichtung über den kompletten Carapax als flache Linie fortsetzt. Wie bei der Art Thymopsis nilenta befinden sich etwa ab der Mitte auf dem Rostrum zwei parallel zu der Vertiefung verlaufende Grate, die mit sieben oder acht scharfen Spitzen versehen sind.
Der leicht behaarte Carapax ist insgesamt unregelmäßig fein granuliert. Die einzelnen Segmente (Somite) des Pleons besitzen eine quer verlaufende Vertiefung. Das Telson ist deutlich länger als breit und länger als das sechste Somit. Die rückenseitige Oberfläche des Telsons ist granuliert und besitzt zwei stumpfe und eher unscheinbare Grate. Die Augen sind eher klein, reduziert und nicht pigmentiert, jedoch beweglich. Der Exopodit der Antenne (Scaphocerite) fehlt. Der Exopodit des zweiten Maxillipeden ist reduziert und ohne Flagellum, der des dritten ist sehr klein.
Die großen Scheren am ersten Schreitbeinpaar sind gleich, relativ groß und übersät mit vielen Dornen bzw. Knötchen. Die Scherenfinger sind etwa so lang wie die Scherenhand. Die Scherenfinger spitzen sich zum Ende hin zu, sind nach innen gebogen und überkreuzen sich beim Schließen der Schere. Am zweiten und dritten Schreitbeinpaar befinden sich sehr kleine Scheren, das vierte und fünfte ist scherenlos. Sehr vereinzelt sind das zweite und dritte Paar mit Haaren versehen.
Bei Männchen sind die Segmente des ersten Schwimmbeinpaares unbeweglich verschmolzen, die Endo- und Exopoditen der zweiten bis fünften Schwimmbeinpaare sind relativ schlank. Am Endopoditen des zweiten Paares ist das "Appendix masculina", einen Art klammerartiger Anhang, relativ kurz. Bei Weibchen besteht das erste Paar aus zwei beweglichen Segmenten, wobei das am Körper gelegene (basale) kürzer ist. Die restlichen Schwimmbeine der Weibchen gleichen denen des dritten bis fünften Paares der Männchen.
Die Uropoden sind relativ breit und haben einen längs in der Mitte verlaufenden Grat. Der äußere Rand der Endopoditen endet in einer einzelnen Spitze. Der Exopodit hat eine deutliche Diaeresis, eine querverlaufende Vertiefung, welche nach vorne hin etwa 20 kleine Spitzen trägt.
Männchen und Weibchen haben etwa gleiche Körpergrößen. Maximal ist wohl eine Carapax-Länge von etwa 13 cm und ein dabei erreichtes Gewicht von 300 g. Die kleinsten geschlechtsreifen Weibchen hatten eine Carapax-Länge von 3 cm. Weibchen mit frisch gelaichten Eiern wurden sowohl im Frühjahr, als auch im Herbst gefangen. Die größte Zahl Eier eines Weibchens betrug 378, die Zahl der Eier korreliert mit der Körpergröße. Eier sind zunächst gelblich-orange und haben Größen von bis zu 2 mm. Kurz vor Schlupf sind die Eier etwa 3 mm groß und gelblich-braun. Bei Schlupf habe die Larven eine Carapax-Länge von etwa 2 mm. Im Gegensatz zu anderen Hummern, deren Larven direkt in eine planktonische Lebensweise übergehen, sind frisch geschlüpfte Larven zunächst auch weiterhin an den Schwimmbeinen der Weibchen angeheftet.

## Verbreitung und Lebensraum
Thymops birsteini ist im Kontinentalschelf und der Tiefsee an den Küsten von Argentinien, Uruguay und Chile sowie nördlich, östlich und südöstlich der Falklandinseln und östlich von Südgeorgien heimisch. Das Verbreitungsgebiet liegt im Pazifik südlich von 51 °S und im Atlantik südlich von 37 °S bis maximal 57 °S. Die Meerestiefen reichen hierbei von 175 m bis maximal 1662 m, wobei die große Mehrheit der Fänge aus Tiefen zwischen 1000 m und 1400 m stammen.
Aufgrund seines großen Verbreitungsgebietes ist Thymops birsteini als „nicht gefährdet“ (Least concern) eingestuft. Außerdem wird diese Art bisher nur als Beifang gefischt, obwohl sie von kommerziellem Interesse sein könnte.
Der Lebensraum ist geprägt von weichem Schlamm, wo sich Thymops birsteini tagsüber in selbstgegrabenen Höhlen aufhält. Feinde dieser Hummerart sind u. a. der Schwarze Seehecht (Dissostichus eleginoides), Grenadierfische der Gattung Macrourus sowie der Kalmar Onykia ingens.

## Systematik und Taxonomie
Die Erstbeschreibung von Thymops birsteini erfolgte durch die russischen Forscher N.A. Zarenkov und V. N. Semenov als Nephropides birsteini. Lipke Holthuis stellte mit dieser einen Art die Gattung Thymops auf und gliederte sie zusammen mit der ebenfalls neu beschriebenen Gattung Thymopsis Holthuis, 1974 in eine eigene Unterfamilie innerhalb der Hummerartigen, die Thymopinae Holthuis, 1974. Jedoch stützen Ergebnisse einer phylogenetischen Untersuchung keine Unterteilung der Familie der Hummerartigen in Unterfamilien, weshalb diese nicht mehr in Gebrauch sind. Shane Ahyong und Koautoren beschrieben im Jahr 2012 die Art Thymops takedai, die Gattung ist somit nicht mehr monotypisch. Thymops birsteini hat im Gegensatz zu Thymops takedai ein bauchseitig glattes Rostrum, die Exopoditen des dritten Maxillipeden besitzen Flagella und der Carapax hat eine unterschiedliche Ornamentation.
Von der nahe verwandten Gattung Thymopsis unterscheidet sich Thymops vor allem durch das Vorhandensein von Exopoditen an den zweiten und dritten Maxillipeden. Gemeinsam mit dem Kaphummer (Homarinus capensis) und der Gattung Thymopides bildet Thymops eine Klade innerhalb der Hummerartigen.